# Régionalisme (politique)
Pour les articles homonymes, voir Régionalisme.
En politique, le régionalisme est une attitude visant à valoriser et à défendre les intérêts et l'identité de régions particulières ou d'un groupe de régions, qu'elles soient officielles ou bien traditionnelles (divisions administratives ou politiques, subdivisions de pays ou unités infra-étatique).
Au sein d'une nation, dans un cadre politique, les régionalismes visent à accorder aux régions une autonomie relative, qu'elle soit politique ou économique. Les régions deviennent alors un échelon intermédiaire entre le pouvoir central de l'État et les institutions locales.
Le régionalisme a également une acception plus générale, selon laquelle tout mouvement infra-étatique visant à l'affirmation identitaire d'une région peut être qualifié de régionaliste. Le régionalisme institutionnel est l'attribution de certains pouvoirs aux régions, par divers moyens (dévolution, délégation, décentralisation). C'est un procédé constitutionnel comparable au fédéralisme, si ce n'est que le fédéralisme était historiquement considéré comme étant le processus en sens inverse, où des régions ou des États délèguent des pouvoirs à un échelon supérieur en se « fédérant ». Il peut être mis en relation avec l'autonomisme qui prône l'autonomie territoriale.
Toutefois, si le régionalisme va de pair avec l'affirmation d'un échelon régional et/ou la demande d'une dévolution du pouvoir plus importante vers la région, il ne remet pas en cause a priori les frontières des États actuels, tandis que le nationalisme régional contient implicitement la revendication d'un nouvel État-nation, sur la base géographique de la région concernée.

## Émergence du régionalisme
Il est relativement difficile de dater précisément l'émergence d'un régionalisme politique. Néanmoins, de nombreux auteurs s'accordent à dire qu'il faut chercher ses racines dans la création des États-nations.
Il conviendrait d’étudier l’effet de la centralisation du pouvoir politique sur la force des revendications régionalistes. Mais l’identité régionale est souvent ancrée sur l’existence d’une province historique (duché ou comté) et/ou d’une langue régionale. Les cultures régionales ont émergé lors de la deuxième moitié du XIXe siècle, dans une tension entre la culture nationale qu'elles pouvaient devenir, et le simple témoignage du passé dans lequel leurs promoteurs refusaient - du moins en théorie - de les voir cantonnées .
Les régionalistes que l’on peut appeler provincialistes, à la fin du XIXe siècle en France, ont revendiqué un régionalisme culturel avant d’être politique, pour éviter d’être taxés de séparatisme.
Après la Première Guerre mondiale, l'idée défendue par Woodrow Wilson sur le droit des peuples à disposer d'eux-mêmes, ont également favorisé le développement des cultures régionales. L'Estonie, la Lituanie, la Lettonie, la Serbie ou encore la Tchécoslovaquie voulaient accéder à l'État-Nation. Toutefois, c'est l'entrée du monde dans la globalisation et l'émergence de structures supranationales telles que l'Union Européenne qui ont favorisé l'apparition de formes politisées du régionalisme. Ainsi, Anssi Paasi parle de nouveau régionalisme pour définir les régions qui profitent de la dénationalisation des États pour faire valoir des revendications politiques et Gordon MacLeod cite Keating qui affirme que les nouveaux régionalismes sont le fruit du changement des États, des marchés (financiers) et du contexte international. Le XXIe siècle hérite donc des cultures régionales et de leurs ambiguïtés. Il aura, de plus, à compter avec une délimitation territoriale des régions, inexistantes jusque-là, dont l'impact sur les cultures régionales va sans doute constituer un des enjeux des prochaines décennies.
Sur le continent européen, le développement de l'Europe des régions a été propice à l'émergence des nationalismes régionaux puisque cela a donné la possibilité aux régions de trouver un terrain propice à l'élaboration de valeurs communes et la capacité de trouver de l'aide financière grâce au Fonds européen de développement régional (FEDER) qui vise à atténuer les disparités régionales et à favoriser les particularismes culturels régionaux. La combinaison de ces différents éléments implique qu'actuellement, les régions sont des acteurs importants à prendre en compte lorsqu'il s'agit d'étudier les échanges inter- et intra-étatiques.
Par la « Charte de l’autonomie locale », le Congrès des pouvoirs locaux et régionaux — qui représente les collectivités locales et régionales au sein du Conseil de l'Europe — a mis en place des règles communes aux pays membres du Conseil de l’Europe ayant apposé leur signature sur la Charte, le but étant de garantir l’acceptation et la protection de l’autonomie politique, administrative et financière des pouvoirs locaux. Ce suivi3 (monitoring) de la démocratie locale et régionale constitue l’activité la plus emblématique du Congrès des pouvoirs locaux et régionaux du Conseil de l'Europe.

## Émergence de la théorisation du régionalisme
L'origine du discours à l'encontre du droit des peuples à décider d'eux-mêmes est difficile à préciser mais de nombreux auteurs s'accordent à dire qu'il faut chercher ses racines dans la formation des États-Nations au XIXe siècle,,. Klemens von Metternich, chancelier de l'empire Austro-Hongrois, par exemple, défavorable aux États libéraux et à l'autodétermination de la région de Serbie, Monténégro ou Bulgarie, considérait au XIXe siècle "l'Italie une expression géographique". En France ce discours a été particulièrement pratiqué à l'encontre des bretons, des corses ou Wallons en Europe. Par exemple, François Hollande, dans le cadre d’un dîner célébré en 2014, avoue au monarque castillan, Philipe VI de Bourbon, être inquiet « des identités régionales qui se veulent identités nationales demain ». Mais encore, les régions d'Algérie, du Maroc ou même la région du Togo en Afrique ont été traités d’anti-françaises lors de la décolonisation dans les années 1960. Jules Ferry était même convaincu au XIXe de la mission civilisatrice de l'homme blanc sur ses régions là. Il n'était pour l'État français nulle question de reconnaitre les nations algériennes ou marocaines en vue de continuer à exploiter les richesses africaines, sans parler des épisodes génocidaires. Toutefois, plusieurs auteurs s'accordent à accepter que la théorie du régionalisme apparaît avec le référendum écossais. Dans une optique à nouveau négationniste, les anciens empires coloniaux, essentiellement, développent une littérature contraire au droit des peuples à disposer d'eux-mêmes. Les nations voulant devenir indépendantes sont qualifiées de régionalismes radicaux, nés de la crise financière. C’est le cas de l’Écosse à l’encontre de laquelle se développent des discours semblables aux soviétiques : singularité régionale, régionalisme lilliputien, nationalisme régional,,. Néanmoins, la même théorie tend à négliger le régionalisme québécois, se focalisant de préférence sur le nationalisme écossais ou kossovar. Pour le premier il s'agirait d'un vrai nationalisme, les seconds ne sont que de simples régionalismes radicalisés et repliés sur eux-mêmes. Or, en Catalogne 80 % de la population est bilingue, contrairement à la France où le bilinguisme n'arrive qu'à 30 %. Plusieurs auteurs s’accordent ainsi à dire que cette théorie de la régionalisation n’est qu’un discours fabriqué pour nier le droit des peuples à disposer d’eux-mêmes.

## Trois piliers du régionalisme politique
Gordon MacLeod désigne trois éléments indispensables à toute mise en œuvre d'une politisation régionale. En effet, ce qui différencie le régionalisme du régionalisme politique sont les structures qui seront mises en place régionalement ou nationalement pour créer une armature indispensable à l'émergence politique d'une région .

### Restructuration fonctionnelle
D'abord il nous dit qu'il faut une restructuration fonctionnelle car les États ne sont plus capable de gérer l'entièreté de leur territoire et laissent une marge de manœuvre aux régions pour mettre en place des politiques économiques.

### Restructuration institutionnelle
Ensuite, il cite la restructuration institutionnelle qui consiste en une décentralisation des institutions gouvernementales afin de répondre aux pressions régionales exercées par le régionalisme qui prend de plus en plus d'ampleur depuis quelques années.

### Mobilisation politique
Enfin, il souligne l'importance de la mobilisation politique comme élément indispensable à toute mise en œuvre de restructuration socio-politique régionales.

## Nationalismes régionaux en Europe et en Amérique
Pour un article plus général, voir Géopolitique de l'Europe au XXIe siècle.
En Europe, le passage à l'ère nationale commencé au XIXe siècle a complètement transformé la conception et le statut des minorités, désormais définies par des critères culturels plutôt que religieux. Les processus de sécularisation engagés depuis la Renaissance et les revendications d'égalité et de liberté individuelles ont fait émerger progressivement la nouvelle conception de la souveraineté : elle doit émaner de la nation, corps politique dont les contours sont définis par une communauté culturelle. Mais, comme le soutient, le sociologue Michael Hechter, professeur à l’Université de Washington, ce type de nationalisme est un nationalisme inclusif des anciennes nations européennes, comme la France ou la Grande-Bretagne, dont la construction étatique a d’abord eu pour objectif d’assimiler ou d’incorporer des territoires culturellement distincts au sein d’un même État, afin de rendre, selon la volonté des gouvernants, culturellement homogène l’ensemble de la population multiculturelle. Le « nationalisme périphérique » qui correspond aux nationalismes régionaux, est une forme de réponse aux "nationalismes inclusifs", puisqu'il correspond aux aspirations nationales des régions. Ce nationalisme périphérique émerge en effet, lorsqu’un territoire culturellement distinct résiste à l’incorporation dans un État expansionniste, ou tente de faire sécession pour mettre en place ses propres institutions, comme en Catalogne, au Québec ou en Écosse. L'Union européenne compte désormais vingt-huit États membres, mais combien de nations ? Les réponses possibles varient considérablement, puisque les minorités nationales tendent de plus en plus à se présenter comme nations à part entière.
Donc l'Europe, qui a été le grand foyer de la création des États-nations, a vu simultanément l'apparition à l'intérieur de la plupart d'entre eux de minorités trahissant tantôt la difficulté, tantôt le refus de faire coïncider les frontières politiques avec les aires ethniques et linguistiques.
Le fédéralisme appliqué à l'échelle d'un État peut être une voie intermédiaire de satisfaction des revendications autonomistes, entre volonté centralisatrice (nationale) et revendications indépendantistes (régionales). C'est du moins ce que les auteurs de la Constitution espagnole de 1978 avaient l'ambition de réaliser. Mais le statut de chacune des Communautés autonomes d'Espagne est particulier, selon les négociations entre pouvoir central et élus régionaux : Pays basque (communauté autonome) et Catalogne n'ont pas les mêmes règles fiscales.

### France
En plus de tous les mouvements indiqués dans l'article Nationalisme en France, on peut citer des mouvements principalement régionalistes : « L'Union générale des Rhôdaniens », de Gustave Toursier, qui, en 1926, fut l'un des premiers mouvements régionalistes de grande ampleur en France.

#### Alsace
En Alsace, on compte le parti Alsace d'abord, conduit par Jacques Cordonnier, proche des 10 % aux élections régionales en 2004. L'Union du peuple alsacien était un parti autonomiste créé en 1988. Depuis, le principal parti régionaliste est Unser Land (tendance centriste et écologiste). Il prône une collectivité unique alsacienne dotée de compétences renforcées dans de nombreux domaines, comme l'économie et l'éducation. Lors des élections départementales 2015, il est crédité de 14,4 % des voix dans les 24 cantons (sur 40) où le parti a présenté des candidats. Lors des élections législatives de 2017, Unser Land présente un candidat dans toutes les circonscriptions d'Alsace, soit 15 au total. Avec un peu plus de 40 000 voix au premier tour, et un candidat qualifié pour le second tour, Unser Land revendique la première place des partis régionalistes en nombre de voix à cette élection.

#### Bretagne
En Bretagne, l'écrivain breton Yann Fouéré donna une impulsion intellectuelle forte aux mouvements régionalistes et autonomistes, avec la revendication identitaire des « peuples à disposer d'eux-mêmes » contre la domination de l'État dans son livre de référence. « L'Europe aux cent drapeaux » écrit en 1968, n'eut cependant aucun écho hormis dans les mouvements nationalistes bretons.

#### Normandie
Il s'agit du principal mouvement régionaliste normand.
Savoie
Sabaudia - Mouvement Région Savoie
C'est le principale mouvement autonomiste et regionaliste savoyard 

## Nationalisme régional et construction européenne
Au sein de l’Union européenne, il existe donc des mouvements identitaires, voire séparatistes à l’échelle de ses États-nations membres, que ce soit en Catalogne, en Flandre, en Écosse, en Italie du Nord, au Pays basque espagnol ou en Corse par exemple. Ces mouvements font valoir des aspirations nationales qui dépassent le plus souvent la seule reconnaissance d’une personnalité culturelle, économique ou politique régionale au sein de leurs États d’origine. Ils se distinguent en cela du « régionalisme », car non seulement leur demande d’autonomie remet parfois en cause la légitimité des États dont ils dépendent, mais le référent de leurs revendications est celui de l’État-nation issu de la Révolution française, et peuvent être dans ce sens qualifiés de nationalismes « régionaux ».
Le développement de l'Europe des régions, dont le but initial était de lutter contre les disparités régionales socio-économiques, a favorisé l'émergence des identités régionales et donc indirectement les nationalismes régionaux. Le FEDER vise à atténuer les disparités économiques et à mettre en avant les particularismes culturels. Le comité des régions, créé en 1994, peut donner son avis sur les propositions de la commission européenne, mais également émettre des propositions. On peut également citer la Charte européenne des langues régionales ou minoritaires, établie par le Conseil de l'Europe en 1992, dont le but est de préserver la diversité culturelle en Europe. De manière générale, le droit communautaire permet aux régions et provinces de disposer d'une plus grande autonomie juridique et aux minorités de pouvoir coexister sans qu'il y ait discrimination dans l'exercice de leurs religions, langues ou autres particularismes culturels. L’Union européenne contribue indirectement à l'émergence d'identités régionales, en défendant la diversité culturelle de l'Europe. Alors que les États européens cèdent de plus en plus de souveraineté à l'Union européenne, les régions la considèrent comme une alliée, puisqu'au contraire des États, elle ne favorise pas un nationalisme inclusif.

## Europe, régionalisation et chambre des régions
La régionalisation2 est le processus de transfert de pouvoir du gouvernement central vers les régions, pour une meilleure application du principe de subsidiarité, dans le cadre de la solidarité nationale ou fédérale. Elle comprend la création, l'élargissement ou l'autonomisation des autorités et le transfert de compétences et de responsabilités aux régions. La Commission de gouvernance et la Chambre des régions du Congrès des pouvoirs locaux et régionaux du Conseil de l'Europe sont responsables des questions juridiques et politiques relatives à la régionalisation dans les États membres du Conseil de l'Europe. Elles examinent en particulier l'évolution de l'organisation institutionnelle et administrative des régions, leurs compétences et leur autonomie financière. Le Conseil de l’Europe a toujours reconnu l’importance décisive de la démocratie aux niveaux local et régional ; c’est pourquoi, il est investi dans la promotion d’une autonomie locale qui réponde aux besoins des citoyens partout où ils se trouvent.
Le Congrès des pouvoirs locaux et régionaux est une assemblée politique composée de représentants des élus locaux et régionaux des 47 États membres du Conseil de l’Europe.
Dans ses principaux objectifs, le Congrès :
- encourage l’organisation efficace des pouvoirs locaux et régionaux dans tous les États membres du Conseil de l'Europe, particulièrement dans les nouvelles démocraties ;
- examine la situation de la démocratie locale et régionale dans les États membres et les pays candidats à l’adhésion ;
- développe des initiatives permettant aux citoyens de participer réellement à la démocratie aux niveaux local et régional ;
- représente les intérêts des conseils locaux et régionaux dans l’élaboration de la politique européenne ;
- encourage la coopération régionale et transfrontalière en faveur de la paix, de la tolérance et du développement durable ;
- encourage la création des " Eurorégions " ;
- s’emploie à l’observation des élections locales et régionales dans les pays qui en font la demande.

La chambre des régions est chargée de la représentation des collectivités régionales en Europe. Les membres de la Chambre des régions du Congrès des pouvoirs locaux et régionaux. sont issus d'entités situées entre l'État et les collectivités locales disposant soit de prérogatives d'auto-administration, soit de prérogatives d'ordre étatique. Ils doivent avoir la capacité effective de prendre en charge, sous leur propre responsabilité et dans l'intérêt de leur population, une part importante des affaires d'intérêt public, conformément au principe de subsidiarité. En particulier, les États membres qui disposent de régions à pouvoirs législatifs doivent inclure des membres de ces régions à la Chambre des régions.

## Autres facteurs expliquant la montée des nationalismes régionaux

### Émergence des espaces sous-nationaux
À partir des années 1960, les espaces « sous-nationaux » sont apparus comme des nouveaux acteurs européens et sont devenus des entités importantes avec lesquelles il faut compter, dans un monde paradoxalement de plus en plus "global". Pour que cette émergence soit possible, il s'agit de mettre en place une armature régionale reposant sur trois forces distinctes, dans un processus de dénaturation de l’État-nation. Premièrement il faut qu'il existe une restructuration fonctionnelle car les États ne sont plus capables de gérer l'entièreté de leur territoire et laissent une marge de manœuvre aux régions pour mettre en place des politiques économiques. Deuxièmement, cela nécessite une restructuration institutionnelle qui consiste en une décentralisation des institutions gouvernementales afin de répondre aux pressions exercées par les forces régionalistes. Enfin, il faut souligner l'importance de la mobilisation politique comme élément indispensable à toute mise en œuvre de restructuration socio-politique régionale.

### Facteur économique
Outre la volonté de faire coïncider les frontières politiques avec les aires ethniques et linguistiques il existe souvent une relation entre la volonté de disposer de plus d'autonomie de la part d'une région et les avantages économiques qui en résultent. D'ailleurs l'argument économique est souvent instrumentalisé par les nationalistes régionaux basques, catalans, ou les fédéralistes de la « Ligue du Nord » en Italie du Nord (« Padanie »). En effet, ces trois régions ont en commun d'être plus riches comparativement au reste de l’État-nation dans lequel ils sont localisés. Le cas de la « Padanie » est atypique, car la « Padanie » présente un fort déficit identitaire : pas de langue propre comme en Catalogne, pas de spécificité religieuse, pas d'unité politique passée, si bien que, la Ligue du Nord a dû s'inventer ses propres référents identitaires pour combler ce déficit, en rassemblant des éléments culturels et historiques qu'ils classent comme « padans ». Mais le but initial et autoproclamé de la Ligue du Nord est la mise en place du fédéralisme en Italie, afin que le nord ne doive pas payer pour le sud, moins développé, malgré les investissements massifs du gouvernement italien.
Si l'on s'intéresse au cas écossais, certes cette région est moins riche que la moyenne de la Grande-Bretagne, mais le Scottish national Party (SNP) affirme que la découverte de pétrole en Mer du Nord, dans les années 1970, pourrait changer la donne, et faire de l’Écosse un État-Nation prospère. En effet, grâce à l'autonomie, l’Écosse disposerait d'une zone économique exclusive, et donc aurait accès au pétrole de la Mer du Nord, actuellement sous contrôle de la Grande-Bretagne.

### Un sentiment commun d'oppression et d'injustice
La montée des nationalismes régionaux est souvent motivée par un sentiment d'abandon et une forte volonté de centralisation de l’État. Si l'on prend le cas de la Catalogne ou du Pays basque, ces deux régions ont particulièrement souffert pendant la guerre civile et sous la dictature franquiste. Malgré la mise en place d'une nouvelle constitution en 1978, qui conféra aux régions une plus grande autonomie, ce sentiment d'injustice, face à l'État centralisateur, a été utilisé par les nationalistes basques et catalans pour tenter de mobiliser la population à la cause « régionale ».
Le cas de la construction de "la nation écossaise" est également très parlant. Étant donné les caractéristiques historiques et culturelles de l'Écosse, un héritage commun qui serait à la base d'une identité nouvelle fut difficile sinon impossible à déterminer. En effet, le domaine linguistique, contrairement au Pays basque et à la Catalogne, n'a pas été susceptible de rassembler, puisque la société écossaise a été anglicisée depuis des siècles, alors que le Scots fut écarté. De plus, il existe d'éternelles fractures entre Highlands et Lowlands, Est et Ouest, villes et campagnes, entre héritages scandinave (des îles Shetland et Orcades) et celte, ajouté à l'incroyable éclatement du territoire qui font que l'Écosse est plus souvent dépeinte comme un amas de briques disparates que comme un tout.
Dans ce contexte, le nationalisme écossais, s'est donc surtout construit sur la lutte contre la colonisation de l'intérieur, et en réaction à la puissance impérialiste anglaise, même si Tom Nairn (en), théoricien écossais du nationalisme, considère que l'Écosse ne pouvait en rien se sentir colonisée puisqu'elle avait été elle-même puissance coloniale, par Royaume-Uni interposé, et qu'elle avait largement contribué à la construction et à la gestion de l'empire britannique. William Wallace et Robert Bruce (premier roi d'Écosse), figures mythiques de la nation écossaise, ont par exemple, souvent été récupérés par la littérature nationaliste, en tant que symboles de la liberté de la nation face à l'envahisseur anglais.
À partir des années 1960, le Scottish National Party profite des conditions économiques déplorables pour gagner à sa cause nombre de citoyens mécontents : l'Écosse désindustrialisée, comparée à son voisin anglais, fait figure de victime et le terme de colonialisme interne reprend tout son sens. Les années 1980, marquées par le conservatisme Tatchérien, ses attaques répétées contre le système éducatif écossais et sa volonté d'établir en Écosse le premier impôt local comme expérience, ont contribué à accentuer le processus de victimisation de la nation écossaise.

## Conséquences de la montée des nationalismes régionaux sur l'espace international et européen
Au niveau international, la montée des nationalismes est une source d'inquiétude, cela pourrait découler sur un morcellement étatique sans précédent de l'espace mondial. Dans le cas de l'Afrique par exemple, si chaque ethnie devait revendiquer un État et un territoire, on assisterait à un émiettement sans limite du continent.
En outre, les « grands » États (Chine, Russie, France par exemple) craignent également leur délitement, voire leur disparition, ce qui est une des explications, pour lesquelles la France refuse de ratifier la Charte européenne des langues régionales ou minoritaires. Il existe également un risque d'instabilité régionale voire internationale, résultant de l'émergence de nouveaux États, en particulier lorsqu'ils ne sont pas reconnus, et qu'ils ne sont pas dans la capacité de mettre en place une gouvernance et des institutions fortes. On peut citer comme exemple les deux États autoproclamés du Pount et du Somaliland, qui n'ont pas les moyens de lutter contre le développement de la piraterie au large de leurs côtes, dans le Golfe d'Aden. Les conséquences sont loin d'être anodines, puisque le Golfe d'Aden représente une voie stratégique majeure du transport commercial maritime entre l'Europe et l'Asie.
En ce qui concerne plus spécifiquement les revendications nationales sur le continent européen, étant donné que tous les États y sont démocratiques (à l'exception de la Biélorussie) et qu'il existe un espace normatif à l'intérieur de l'Union, les mouvements de revendications nationales des régions n'utilisent que rarement la violence (à l'exception du Pays basque)]. Par contre, en passant par des moyens institutionnels, il est possible pour les mouvements nationalistes régionaux d'accéder à un degré plus ou moins grand d'autonomie.
On peut citer comme exemples, la Belgique qui s'est récemment[Quand ?] transformée en un État fédéral, ou l'Espagne qui s'est fortement décentralisée ces trente dernières années, pour répondre aux diverses revendications d'autonomie basque, catalane ou andalouse. L'Union européenne est donc un cadre rassurant pour le développement des identités régionales : « En offrant aux nationalismes régionaux européens une structure institutionnelle aux valeurs universelles, l’Union européenne permet la reconnaissance des identités et des autonomies dans un cadre protecteur et peut par conséquent contribuer à juguler les excès du nationalisme ».

## Régionalisme et nationalisme
- Nationalisme basque
- Nationalisme breton, mouvement breton
- Catalanisme
- Nationalisme corse
- Nationalisme écossais
- Nationalisme flamand
- Nationalisme galicien
- Nationalisme gallois
- Nationalisme niçois
- Mouvement normand
- Régionalisme occitan, nationalisme occitan
- Padanie
- Nationalisme savoyard
- Autonomisme valdôtain
- Indépendantisme wallon
- Mouvement wallon
- Nationalisme québécois

Note : le régionalisme en Espagne est parfois qualifié d'« autonomisme » (voir Communautés autonomes d'Espagne).